# Adderwortel
Adderwortel (Persicaria bistorta) is een plantensoort uit de duizendknoopfamilie (Polygonaceae).

## Naam
De naam is afgeleid van de slangachtige wortel. Ook de soortaanduiding bistorta wijst in deze richting, dit betekent tweemaal gedraaid. De plant kent verschillende volksnamen zoals addertong, bloedkruid, hertstong met bloemen, longenkruid, miltkruid, naterwortel, njirrewoartel (Fries) en slangenwortel.

## Determinatie
Adderwortel is een vaste, kruidachtige plant. Ze is met haar slangvormige wortelstok en alleenstaande bloeistengel met dichte, roze bloeiwijze en haar karakteristiek gevormde bladeren goed te determineren. De 30–100 cm hoge plant begint met een wortelrozet en heeft een rechtopstaande stengel met een aarvormige bloeiwijze. Hierbij komen de mannelijke en vrouwelijke bloemen aan één stengel voor. De uit een wortelrozet ontspringende bladeren zijn driehoekig-eirond. De plant groeit aan oevers van sloten, vaak in groepen. De bloeitijd loopt van mei tot augustus.

## Ecologie
Adderwortel staat op zonnige tot licht beschaduwde, vochtige tot drassige, matig zure, voedsel- en humusrijke, kalkarme zand-, leem- of lichte klei en verdraagt geen bekalking, ontwatering en beweiding. Ze groeit vooral in natte graslanden, langs sloten en in lichte bossen. Ze vermeerdert zich vooral vegetatief. Het is een indicatorsoort voor het aan de oppervlakte komen van kwelwater. De plant wordt ook gekweekt als tuin- en stinsenplant en verwildert vaak.
De plant is de waardplant voor de rode vuurvlinder en de ringoogparelmoervlinder.

### Syntaxonomie
In de syntaxonomie staat adderwortel te boek als kensoort voor de associatie van gewone engelwortel en moeraszegge.

## Verspreiding
In Europa komt de plant overal voor behalve in het noorden van Scandinavië. Ook in Azië komt de plant in de gematigde streken voor. In Noord-Amerika is de plant ingevoerd, ze kan er onder andere in Alaska gevonden worden. Ook elders is de plant soms ingeburgerd.
In Nederland is de soort vrij zeldzaam in Noord-Brabant en in het zuidoosten, zeldzaam in Gelderland, Overijssel en in het noordoosten en elders zeer zeldzaam. De plant komt in het wild vooral bij veenriviertjes voor; het aantal groeiplaatsen neemt langzaam af. In België is de adderwortel algemener in Wallonië dan in Vlaanderen. In Vlaanderen is een duidelijk oostelijk zwaartepunt waar te nemen. In Limburg, Antwerpen, Oost-Vlaanderen en Vlaams-Brabant heeft het gros van de groeiplaatsen een natuurlijk karakter. Enkel in de Ardennen is het een algemene soort.

## Gebruik
Reeds in de 15e eeuw werd de plant gebruikt in de geneeskunde. Het kruid was al eerder beschreven maar dan onder andere namen. De plant werd gebruikt tegen scheurbuik en als wondkruid of bloedstelpend middel. Door de vorm van de wortel kon het volgens de signatuurleer toegepast worden bij slangenbeten en ander gif. Een oude naam voor het kruid was dan ook Serpentaria. Het is nog steeds een van de beste samentrekkende kruiden. In het verleden werd de plant veel als groente gegeten, met name de spruiten en het jonge blad. Ze werd ook gebruikt bij het leerlooien.

## Fotogalerij

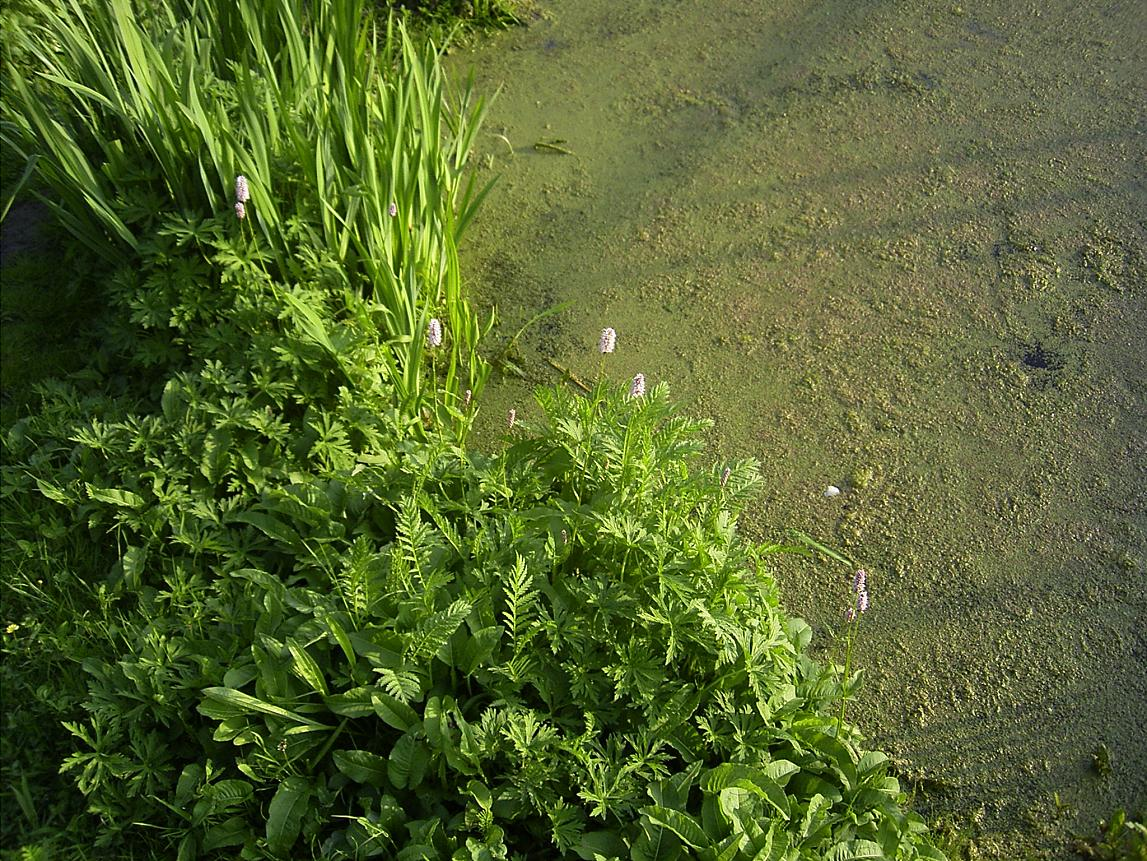
overzicht
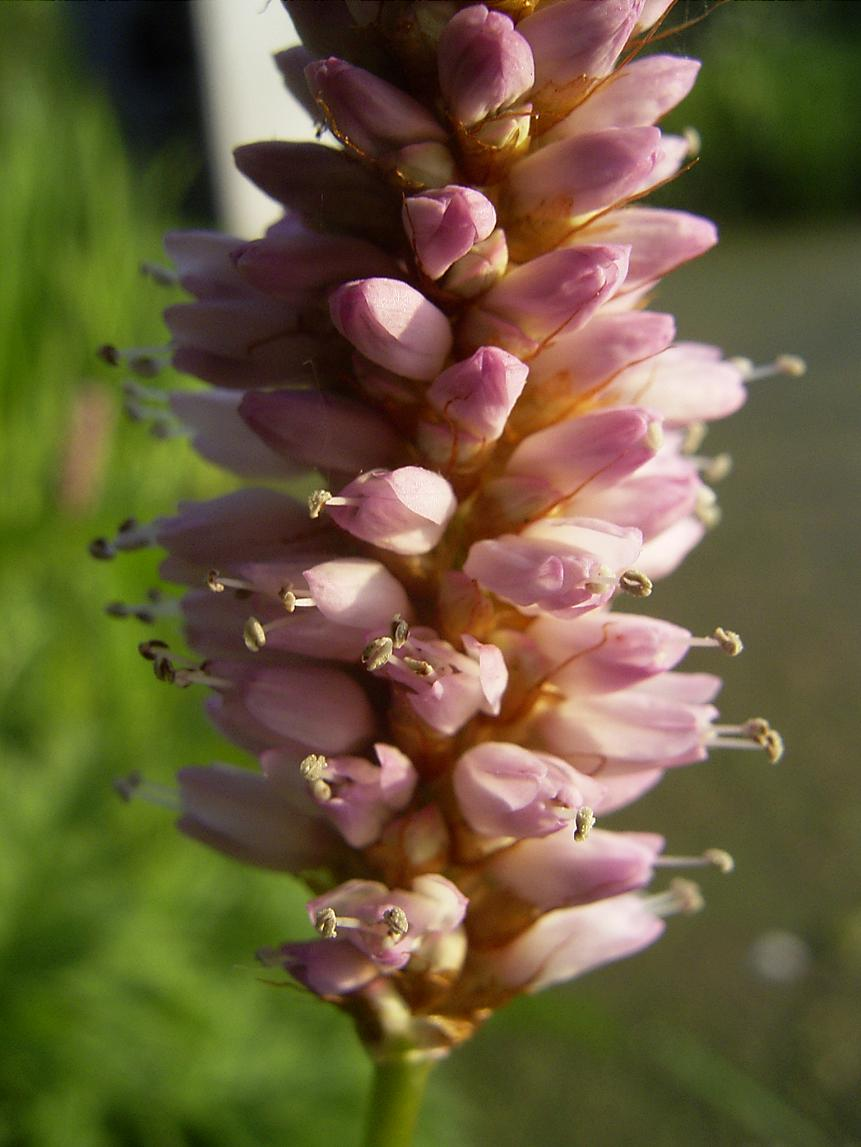
bloeiwijze
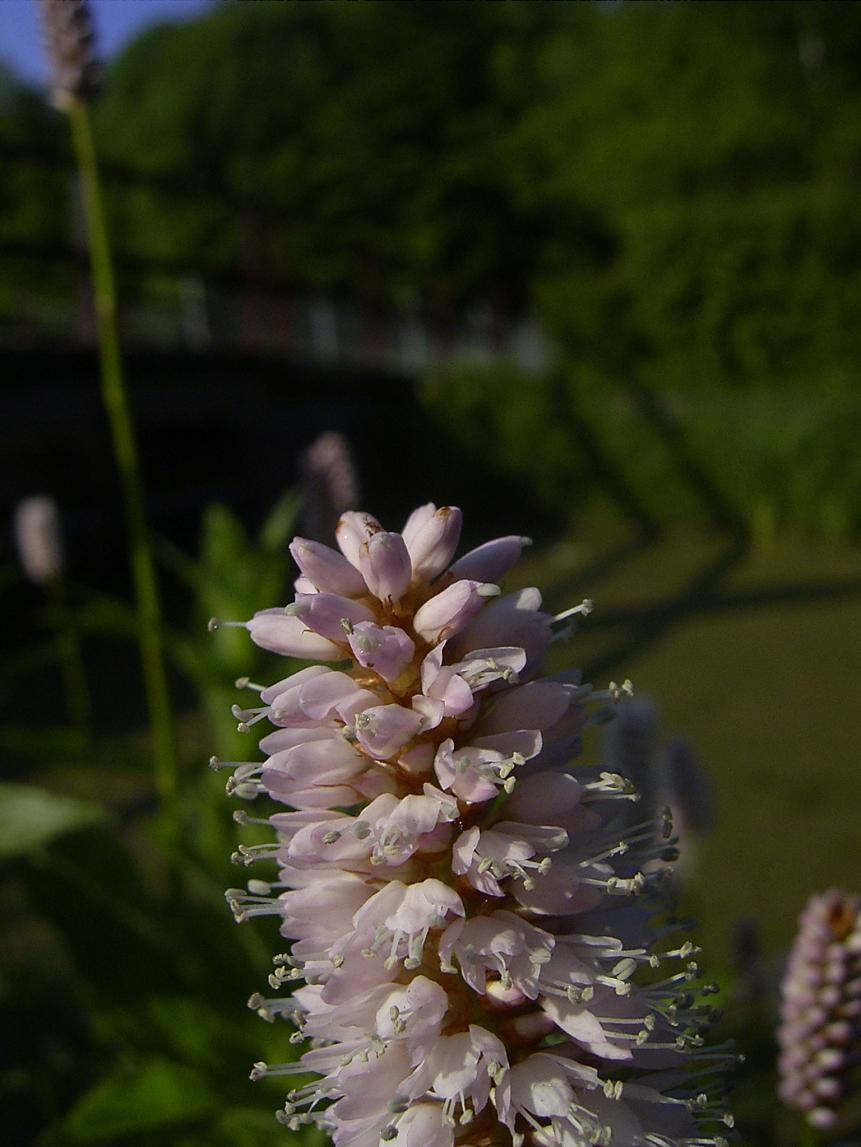
bloeiwijze
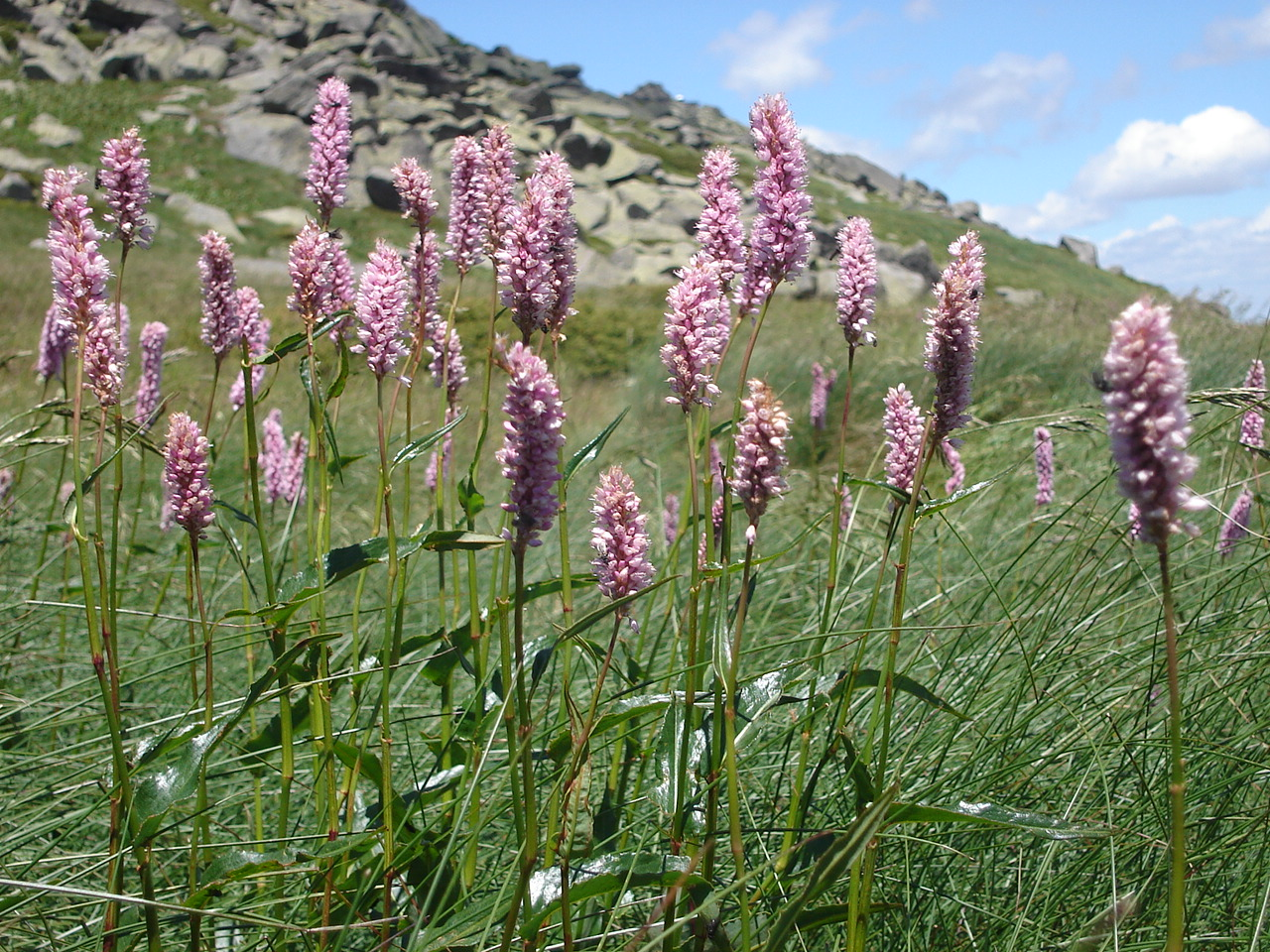
bloeiende planten